# Gorgo-Maler
Der Gorgo-Maler war einer der ersten Vasenmaler des attisch-schwarzfigurigen Stils. Er war zwischen 600 und 580 v. Chr. tätig.

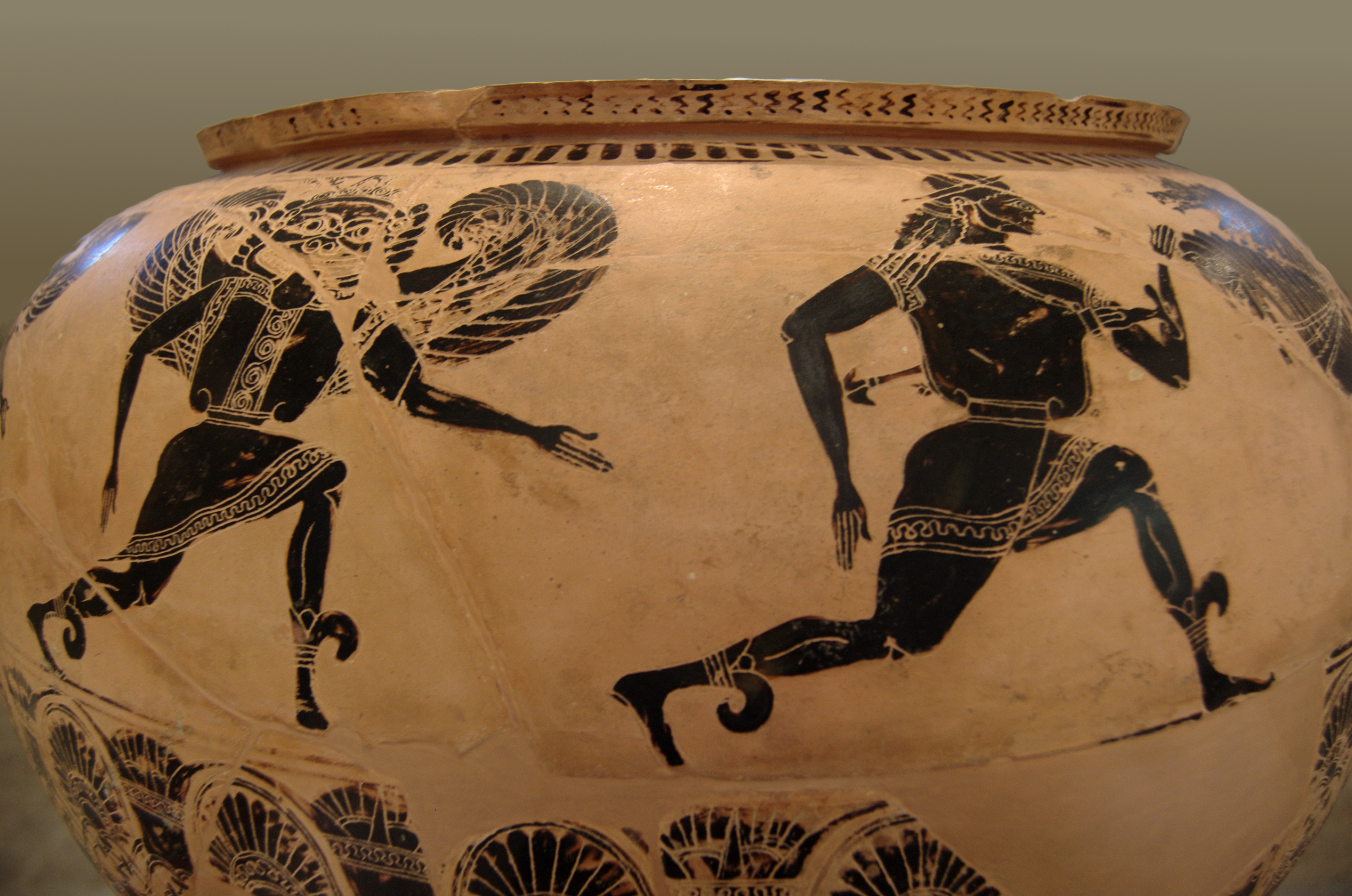
Namenvase des Gorgo-Malers, um 580 v. Chr.

Der Gorgo-Maler gilt als sehr produktiver Nachfolger des Nessos-Malers, dessen „ungeheuren“ Stil er in geordnete Bahnen lenkte. Seinen Notnamen bekam er nach seiner Namenvase, einem Dinos im Louvre E 874, auf dem Perseus dargestellt ist, der vor den Gorgonen flieht. Er war der erste Vertreter des Tierfriesstils in Athen und zeichnete hier Tierfriese nach korinthischem Muster. Zusätzlich ordnete er seine dämonische Tierwelt in symmetrischen Mustern an. Charakteristisch für seine Bilder sind Löwen mit kastenförmiger Schnauze, roter Flammenmähne und schraffierter Mähne. Menschen stellte er selten dar, sie sind immer von Tieren oder Tierfriesen begleitet. Ein komplexes Handlungsmuster gibt es nur bei seiner Namenvase. Diese Darstellung ist jedoch die erste ihrer Art für einen attischen Vasenmaler. Insgesamt ist der Gorgo-Maler noch sehr abhängig von der korinthischen Vasenmalerei. Seine Menschendarstellungen gelten als steif und manieriert. Neben Dimoi bemalte er eine Frühform von Lekythen, die in ihrer Form noch an korinthische Aryballen erinnerten, Olpen Teller, Amphoriskoi, Kothone und Oinochoen. Der Gorgo-Maler begründete in seiner Werkstatt eine Tradition, die noch längere Zeit vor allem bei Olpen nachverfolgbar ist. Aus Böotien sind Nachahmungen seiner Werke bekannt.